# Ортенберг, Иван Фёдорович
Иван Фёдорович Ортенберг (1793—1866) — русский военный педагог и писатель, генерал-лейтенант.

## Биография
Родился в 1793 году, образование получил в Дворянском полку, в офицеры был произведён уже во время Отечественной войны (28 ноября 1812 года), и в составе Белорусского гусарского полка участвовал в Заграничных кампаниях 1813—1814 гг.
По возвращении в Россию вышел в отставку с чином штабс-ротмистра. В 1823 году он снова поступил на службу воспитателем в Пажеский корпус и вскоре стал преподавать тактику и военную историю; в 1832 году, будучи уже подполковником, был назначен инспектором классов; на этой должности последовательно был произведён в полковники (26 марта 1839 года) и в генерал-майоры (6 декабря 1847 года). Должность инспектора он занимал до 1856 года, когда был назначен членом Учёного Комитета военно-учебных заведений. 14 ноября 1863 года был произведён в генерал-лейтенанты и зачислен в запасные войска по армейской пехоте, в которых состоял вплоть до конца жизни.
Как военный писатель, Ортенберг известен своим сочинением на немецком языке: «Записки о войне 1813 года в Германии», изданным в 1855 году в Германии и тогда же переведённым на русский язык и напечатанным Ю. А. Юнгмейстером в Санкт-Петербурге.
И. Ф. Ортенберг скончался в Санкт-Петербурге 27 декабря 1866 года, похоронен на Волковом лютеранском кладбище.
Его брат, Яков Фёдорович (1806—1850), также служил в русской императорской армии по артиллерии и был генерал-майором.

## Награды
- Орден Святой Анны 4-й степени (1813 год)
- Орден Святого Владимира 4-й степени (17 февраля 1832 года)
- Орден Святого Станислава 3-й (после изменения статута ордена в 1839 году — 2-й) степени (22 апреля 1834 года; )
- Орден Святой Анны 2-й степени (6 декабря 1838 года; императорская корона к этому ордену пожалована в 1842 году)
- Орден Святого Георгия 4-й степени за беспорочную выслугу 25 лет в офицерских чинах (4 декабря 1843 года, № 6948 по кавалерскому списку Григоровича — Степанова)
- Орден Святого Владимира 3-й степени (4 января 1845 года)
- Орден Святого Станислава 1-й степени (1 января 1851 года)
- Орден Святой Анны 1-й степени (1854 год)
- Знак отличия за XL лет беспорочной службы (1859 год)